# Arquebisbat de San Salvador
L'arquebisbat de San Salvador (castellà: Arquidiócesis de San Salvador, llatí: Archidioecesis Sancti Salvatoris in America) és una seu metropolitana de l'Església Catòlica a El Salvador. Al 2014 tenia 2.322.000 batejats sobre una població de 3.137.000 habitants. Actualment està regida per l'arquebisbe José Luis Escobar Alas.

## Territori
L'arxidiòcesi comprèn els departaments salvadorenys de Cuscatlán, La Libertad i San Salvador.
La seu arxiepiscopal és la ciutat de San Salvador, on es troba la catedral del Diví Salvador del Món.
El territori s'estén sobre 3.295 km², i està dividit en 163 parròquies.

## Història
La diòcesi de San Salvador va ser erigida el 28 de setembre de 1842 pel Papa Gregori XVI, prenent el territori de l'arxidiòcesi de Guatemala, de la que es va convertir en sufragània.
L'11 de febrer de 1913 cedí parts del seu territori a benefici de l'erecció de les diòcesis de San Miguel i de Santa Ana, i contextualment va ser elevada al rang d'arxidiòcesi metropolitana.
El 18 de desembre de 1943 cedí una nova porció del seu territori a benefici de l'erecció del bisbat de San Vicente.
Sota 3 arquebisbes, Luis Chávez y González, Óscar Arnulfo Romero y Galdámez i Arturo Rivera y Damas l'arxidiòcesi va tenir durant 50 anys un ministeri pastoral progressista influenciat pels corrents del Concili Vaticà II i la Teologia de l'Alliberament. Els crítics interpretaren aquesta advocació de l'Església pels pobres com a foment de la revolució comunista i senyalaren el clergat per a ser assassinats. El 24 de març de 1980 l'arquebisbe Óscar Romero va ser assassinat mentre celebrava la Missa a causa de la seva denúncia contínua de la violència de la dictadura del seu país. A més, van ser assassinats un altre bisbe, 26 preveres (incloent Fr. Rutilio Grande), tres monges i molts laics.
El període de post-guerra civil va veure un retorn a l'espiritualitat tradicional sota la supervisió de l'arquebisbe conservador Fernando Sáenz Lacalle, un anterior capellà militar i membre de l'Opus Dei.
El 30 de desembre de 1987 cedí una nova porció de territori per tal que s'erigís el bisbat de Chalatenango.
El 21 de maig de 2017, en acabar el Regina Cœli, el Papa Francesc anuncià que crearia Gregorio Rosa Chávez, bisbe auxiliar de la diòcesi, cardenal, al consistori a celebrar el 28 de juny següent. Es tracta del primer bisbe auxiliar creat cardenal des del 16 de desembre de 1935, quan Pius XI creà cardenal el bisbe auxiliar de París, Alfred-Henri-Marie Baudrillart

## Cronologia episcopal
- Jorge de Viteri y Ungo † (27 de gener de 1843 - 5 de novembre de 1849 nomenat bisbe de León en Nicaragua)
- Tomás Miguel Pineda y Saldaña † (10 de març de 1853 - 6 d'agost de 1875 mort)
- José Luis Cárcamo y Rodríguez † (6 d'agost de 1875 - 12 de setembre de 1885 mort)
- Antonio Adolfo Pérez y Aguilar † (13 de gener de 1888 - 17 d'abril de 1926 mort)
- Alfonso Belloso † (22 de desembre de 1927 - 9 d'agost de 1938 mort)
- Luis Chávez y González † (1 de setembre de 1938 - 3 de febrer de 1977 jubilat)
- Sant Óscar Arnulfo Romero y Galdámez † (3 de febrer de 1977 - 24 de març de 1980 mort)
  - Arturo Rivera Damas, S.D.B. † (1980 - 28 de febrer de 1983 nomenat arquebisbe) (administrador apostòlic)
- Arturo Rivera y Damas, S.D.B. † (28 de febrer de 1983 - 26 de novembre de 1994 mort)
- Fernando Sáenz Lacalle (22 d'abril de 1995 - 27 de desembre de 2008 jubilat)
- José Luis Escobar Alas, des del 27 de desembre de 2008

## Estadístiques
A finals del 2014, la diòcesi tenia 2.322.000 batejats sobre una població de 3.137.000 persones, equivalent al 74,0% del total.
| any  | població  | població  | població | sacerdots | sacerdots       | sacerdots       | sacerdots             | diaques | religiosos | religiosos | parròquies |
| ---- | --------- | --------- | -------- | --------- | --------------- | --------------- | --------------------- | ------- | ---------- | ---------- | ---------- |
| any  | batejats  | total     | %        | total     | clergat secular | clergat regular | batejats por sacerdot | diaques | homes      | dones      |            |
| 1950 | 638.660   | 643.820   | 99,2     | 125       | 53              | 72              | 5.109                 |         | 120        | 264        | 44         |
| 1965 | 981.277   | 991.188   | 99,0     | 206       | 71              | 135             | 4.763                 |         | 175        | 403        | 68         |
| 1970 | 1.022.060 | 1.134.511 | 90,1     | 251       | 106             | 145             | 4.071                 |         | 188        | 555        | 121        |
| 1976 | 1.312.030 | 1.543.565 | 85,0     | 229       | 89              | 140             | 5.729                 |         | 198        | 415        | 104        |
| 1980 | 1.524.303 | 1.732.163 | 88,0     | 193       | 83              | 110             | 7.897                 |         | 162        | 480        | 110        |
| 1990 | 1.752.000 | 1.947.000 | 90,0     | 200       | 75              | 125             | 8.760                 |         | 258        | 720        | 97         |
| 1999 | 2.098.000 | 2.998.000 | 70,0     | 273       | 116             | 157             | 7.684                 | 1       | 277        | 736        | 135        |
| 2000 | 1.907.851 | 2.779.000 | 68,7     | 312       | 122             | 190             | 6.114                 | 1       | 318        | 974        | 138        |
| 2001 | 1.943.091 | 3.273.000 | 59,4     | 324       | 134             | 190             | 5.997                 | 1       | 318        | 974        | 137        |
| 2002 | 1.907.851 | 2.725.502 | 70,0     | 330       | 137             | 193             | 5.781                 | 1       | 343        | 987        | 138        |
| 2003 | 1.907.851 | 2.725.505 | 70,0     | 330       | 137             | 193             | 5.781                 | 1       | 343        | 987        | 137        |
| 2004 | 1.907.851 | 2.725.502 | 70,0     | 330       | 137             | 193             | 5.781                 | 1       | 275        | 987        | 137        |
| 2010 | 2.273.030 | 3.071.654 | 74,0     | 342       | 146             | 196             | 6.646                 | 1       | 309        | 1.128      | 150        |
| 2014 | 2.322.000 | 3.137.000 | 74,0     | 354       | 158             | 196             | 6.559                 | 1       | 343        | 1.128      | 163        |